# SpVgg 1909 Eisenach
 SpVgg 1909 Eisenach was een Duitse voetbalclub uit Eisenach, Thüringen, die bestond van 1909 tot 1945.

## Geschiedenis
De club werd opgericht in 1913 door een fusie tussen FC Concordia Eisenach en VfB Eisenach. De club was aangesloten bij de Midden-Duitse voetbalbond en speelde in de tweede klasse van Noord-Thüringen. Vanaf 1915 maakt de club de overstap naar de nieuwe competitie van Wartburg, maar eindigde daar steeds bij de laatste twee. Na de oorlog werd de Wartburgse competitie een tweede klasse van de Kreisliga Thüringen. De club slaagde er niet in om promotie af te dwingen en in 1922/23 trok de club zich zelfs terug uit de competitie. Na dit seizoen werd de Kreisliga afgevoerd en werden de competities van voor 1918 in ere hersteld. De club ging nu in de tweede klasse van de Gauliga Wartburg spelen en kon in 1925 promotie afdwingen. De club werd een vaste waarde in de Gauliga, maar speelde geen rol van betekenis en was slechts een middenmoter. 
In 1933 werd de competitie grondig hervormd. De vele Midden-Duitse competities werden vervangen door de Gauliga Mitte en Gauliga Sachsen. De clubs uit Wartburg werden niet sterk genoeg bevonden voor de Gauliga Mitte en voor de Bezirksklasse Thüringen kwalificeerden zich slechts twee clubs. Als zesde in de stand bleef Eisenach in de Wartburgse competitie, die nu de derde klasse werd. De club slaagde er niet meer in te promoveren naar de Bezirksklasse. 
Na de Tweede Wereldoorlog werden alle Duitse voetbalclubs ontbonden. De club werd niet meer heropgericht.